# Pradosia kuhlmannii
Pradosia kuhlmannii là một loài thực vật có hoa trong họ Hồng xiêm. Loài này được Toledo miêu tả khoa học đầu tiên năm 1946.